# NGC 4724
NGC 4724 is een elliptisch sterrenstelsel in het sterrenbeeld Raaf. Het hemelobject werd op 8 februari 1785 ontdekt door de Duits-Britse astronoom William Herschel.

## Synoniemen
- MCG -2-33-22
- PGC 43494